# WicketWorldWide.COM
WicketWorldWide.COM — п'ятий студійний альбом американського реп-гурту Natas, виданий лейблом Gothom Records 26 жовтня 1999 р. Наступну платівку на цьому лейблі N of tha World видали лише в 2006.
Гурт випустив альбом під час «The Armageddon Show». Концерт привернув увагу лейблу TVT Records, який перевидав платівку 4 січня 2000 з іншою обкладинкою з фіялковими літерами замість червоних. Фірма звукозапису також стала спонсором туру Ішаму та Natas, в якому також узяли участь гороркор-гурти Halfbreed та Bedlam.
Перевидання вийшло обмеженим накладом і містило бонусний диск з двома композиціями Natas з попереднього альбому Multikillionaire: The Devil's Contract, стару пісню Ішама «The Fear (Morty's Theme)» та раніше невиданий трек «I Wind».

## Музика
У 1998 після підписання угоди про дистриб'юцію з TVT Records лейбл дав Ішаму аванс у розмірі $500 тис. для запису живих інструментів. TVT Records також надали гурту студію та найняли Джонатона Скотта Сантоса, який продюсував та зводив альбоми колективів Circle Jerks, 20 Dead Flower Children та The Workhorse Movement. На відміну від ранніх робіт на WicketWorldWide.COM Esham відмовився від семплів. Він віддав перевагу використанню живих інструментів.

## Обкладинка
Обкладинка містить логотип «NATAS» та напис «Wicket World Wide.COM» на тлі середньої частини картини Ієронімуса Босха «Сад земних насолод».

## Список пісень
| #   | Назва            | Виконавці             | Тривалість |
| --- | ---------------- | --------------------- | ---------- |
| 1.  | «Telly Savales»  | Esham, Mastamind      | 2:19       |
| 2.  | «Kill Me»        | Mastamind             | 2:32       |
| 3.  | «The One»        | Esham, TNT, Mastamind | 4:18       |
| 4.  | «Another Enemy»  | Esham, Mastamind      | 3:18       |
| 5.  | «Oriental Spas»  | Esham                 | 2:57       |
| 6.  | «Like a Spirit»  | Mastamind             | 2:47       |
| 7.  | «Football»       | Mastamind, Esham, TNT | 3:40       |
| 8.  | «Levitation»     | Esham, Mastamind, TNT | 3:18       |
| 9.  | «Cyberkill»      | TNT                   | 3:33       |
| 10. | «Forever Fly»    | Esham, Mastamind, TNT | 4:54       |
| 11. | «Metropolis»     | Esham, TNT, Mastamind | 4:10       |
| 12. | «The Truth»      | Mastamind, Esham, TNT | 3:42       |
| 13. | «Party People»   | Mastamind, TNT        | 2:16       |
| 14. | «WWW.Com»        | Mastamind             | 4:05       |
| 15. | «Funeral Parlor» | Esham, TNT            | 3:57       |
| 16. | «The Biggest»    | Mastamind, Esham      | 2:13       |
| 17. | «Let It Flow»    | Mastamind             | 2:10       |
| 18. | «Virgin Mary»    | Mastamind, Esham, TNT | 2:48       |
| 19. | «Bite It»        | Esham, Mastamind, TNT | 2:53       |
| 20. | «Cancun»         | Mastamind, TNT, Esham | 3:16       |
| 21. | «Motivate»       | Mastamind             | 5:04       |

| Бонус-диск спеціального обмеженого колекційного видання | Бонус-диск спеціального обмеженого колекційного видання | Бонус-диск спеціального обмеженого колекційного видання | Бонус-диск спеціального обмеженого колекційного видання |
| #                                                       | Назва                                                   | Виконавці                                               | Тривалість                                              |
| ------------------------------------------------------- | ------------------------------------------------------- | ------------------------------------------------------- | ------------------------------------------------------- |
| 1.                                                      | «We All Die»                                            | Esham, Mastamind, TNT                                   | 3:19                                                    |
| 2.                                                      | «Morty's Theme»                                         | Esham                                                   | 3:59                                                    |
| 3.                                                      | «Multikillionaire»                                      | Mastamind                                               | 3:13                                                    |
| 4.                                                      | «I Wind»                                                | Esham                                                   | 2:46                                                    |

## Учасники
- Esham — виконавець, продюсер, аранжування, програмування
- Mastamind, TNT — виконавці
- Santos — продюсер, програмування